# Baliospermum yui
Baliospermum yui är en törelväxtart som beskrevs av Yong Tian Chang. Baliospermum yui ingår i släktet Baliospermum och familjen törelväxter. Inga underarter finns listade i Catalogue of Life.